# Pseudagrion ambatoroae
Pseudagrion ambatoroae är en trollsländeart som beskrevs av Aguesse 1968. Pseudagrion ambatoroae ingår i släktet Pseudagrion och familjen dammflicksländor. Inga underarter finns listade i Catalogue of Life.